# Graham Dawe
Richard Graham Reed Dawe (Tavistock, 4 settembre 1959) è un ex rugbista a 15 e allenatore di rugby a 15 britannico, nazionale inglese, già tallonatore del Bath e allenatore dal 1999 del club di seconda divisione inglese Plymouth Albion, nel quale ha militato fino al 2010 anche come giocatore.

## Biografia
Nato nella contea del Devon, sulla penisola di Cornovaglia, giocò come tallonatore per la stessa Cornovaglia e poi il Launceston, squadra per i cui colori militò fino al 1986.
Passò poi al Bath, con cui militò per 13 stagioni fino al 1999, dopodiché si trasferì al Plymouth Albion, dove a tutto il campionato 2009-10, a 50 anni, ancora figurava come giocatore, oltre a ricoprire il ruolo di allenatore.
Il 21 novembre 2011, con il club al terzultimo posto della classifica, Dawe fu esonerato.
Per l'Inghilterra esordì nel 1987 nel Cinque Nazioni contro l'Irlanda.
Quell'anno disputò solo 4 incontri incluso quello citato, l'ultimo alla Coppa del Mondo di rugby 1987 contro gli Stati Uniti.
La sua quinta e ultima presenza fu a otto anni di distanza dalla penultima, anch'essa durante una Coppa del Mondo, quella del 1995 in Sudafrica, contro Samoa, a quasi 36 anni d'età.
A fronte delle pochissime presenze su un arco di tempo così vasto, vi sono più di 30 convocazioni per la Nazionale, tutte risoltesi in presenze in panchina.
Vanta 13 inviti da parte dei Barbarians, il più recente dei quali, nel 2002, all'età di 43 anni; a tutta la stagione 2009-10 era il giocatore in attività più anziano tra coloro che avevano militato in Nazionale, e l'unico ancora in attività tra coloro che avevano disputato la prima edizione della Coppa del Mondo.

## Palmarès
- Premiership: 6
Bath: 1988-89, 1990-91, 1991-92, 1992-93, 1993-94, 1995-96
- Coppe Anglo-Gallesi: 7
Bath: 1986-87, 1988-89, 1989-90, 1991-92, 1993-94, 1994-95, 1995-96
- Heineken Cup: 1
Bath: 1997-98